# قایق نجات کلاس یی
لایف‌بوت کلاس یی (به انگلیسی: E-class lifeboat) یک کلاس از کشتی است که طول آن ۹ متر (۳۰ فوت) می‌باشد.